# Mariano Ospina Vásquez
Mariano Ospina Vásquez (Guatemala o Medellín, 1869 - Bogotá, 10 de diciembre de 1941) fue un político, empresario y militar colombo-guatemalteco, miembro del Partido Conservador Colombiano, y brevemente militante del Partido Republicano Colombiano. 
Ospina fue Ministro de Guerra y es considerado uno de los fundadores del Banco de la República de Colombia.

## Biografía
Mariano Ospina Vásquez nació en una fecha incierta del año 1869, en el seno de una notable familia colombiana de la aristocracia. Respecto del su lugar de nacimiento, algunos historiadores ubican su nacimiento en la ciudad colombiana de Medellín (de donde era oriunda su familia) y otros en Guatemala, país donde su padre se exilió después de ser derrocado en el marco de la Guerra de las Soberanías, en 1861.
En el ámbito empresarial fue socio fundador y director de la Compañía de Navegación del Bajo Cauca y Nechí, fundada en 1901, socio fundador de la Compañía Minera de Colombia, creada en 1922, socio de la Compañía Naviera Colombiana, socio del Banco Agrícola y fundador, en 1920 junto con Cesar Piedrahíta y Gabriel Latorre, de la Unión Cafetera. Poseedor de grandes extensiones de campo dedicadas al cultivo del café, fue un destacable líder cafetero. Además, fue miembro de la Cámara de Comercio de Medellín. 
Fue miembro de la Junta del Partido Republicano, acompañado de otras ilustres personalidades como Carlos E. Restrepo, Cesar Piedrahíta, Juan B. Peláez, Juan P. Gómez, Eduardo Correa Uribe y Antonio José Montoya. Durante el gobierno de Carlos Eugenio Restrepo, fue primero Ministro de Instrucción Pública y luego Ministro de Guerra. Como Ministro de Guerra modernizó la organización del ejército, creando el Estado Mayor General y Estados Mayores Particulares, y creó los departamentos de Personal, Administración, Estadística, Justicia, Recompensas y Central.  
Creó el Hospital Central Militar de las Fuerzas Militares y decretó el reglamento de beneficio militar para viudas y huérfanos. Además, organizó la gendarmería en 13 secciones, cada una encargada de mantener el orden público en una región del país. Tuvo que hacer frente al conflicto de La Pedrera, donde Colombia se enfrentó con Perú por el control del triángulo amazónico. 
Fundó en 1881 el periódico La República, para apoyar la candidatura de Rafael Núñez a la presidencia y de Marceliano Vélez a la Vicepresidencia. En 1904 fundó el periódico Vida Nueva, fundado junto con, entre otros, su hermano Pedro Nel Ospina. También fue cofundador de la revista "El Montañés". También colaboró con las publicaciones Alpha, Colombia y La Unión. Publicó una serie de versos titulados "Aires Antioqueños".  
En 1923 apoyó la fundación del Banco de la República, siendo considerado como uno de sus fundadores y ejerciendo como secretario de esta entidad desde julio de 1923 hasta su muerte, el 10 de diciembre de 1941. Ospina falleció en Bogotá a los 72 años de edad.

## Familia
Mariano Ospina Vásquez pertenecía a la prestigiosa y rica familia colombiana de los Ospina. Sus ancestros provenían del País Vasco.
Su padre era el político y empresario colombiano Mariano Ospina Rodríguez, quien cofundó junto al poeta José Eusebio Caro, el Partido Conservador Colombiano, en 1851. Ospina alcanzó la presidencia de su país en 1858.
Su madre era la heredera Enriqueta Vásquez Jaramillo, tercera y última esposa de Rodríguez, y gracias a quien la familia se convirtió en un poderoso clan empresarial, ya que era hija del empresario Pedro José Vásquez Calle, quien al morir dejó su inmensa herencia en las manos de Enriqueta, su vuida, y su hijo Eduardo Vásquez Jaramillo.
Hablar de sus hermanos sería engorroso porque su padre tuvo una numerosa descendencia. Sin embargo, sus hermanos plenos, hijos de Mariano y Enriqueta, destacaron en la vida política, económica y militar de su país natal. Su hermano mayor de éste matrimonio fue el científico y académico Tulio Ospina "Don Tulio". Su segundo hermano fue el político y militar Pedro Nel Ospina, quien siguiendo los pasos de su padre fue presidente de Colombia entre 1922 y 1926.
Sus sobrinos y sobrino nietos también destacaron en su paísː Tulio se casó con Ana Rosa Pérez Huertas, con quien tuvo al empresario Tulio Ospina Pérez y su hermano, el ingeniero y empresario Mariano Ospina Pérez, presidente como su tío y su abuelo, pero entre 1946 y 1950. Mariano se casó con Bertha Hernández Fernández, quien se convirtió en una poderosa activista política del conservatismo, siendo ambos padres de otra ilustre prole. De su hermano Pedro Nel (quien se casó con la hija de su tío Eduardo, Carolina Vásquez), son hijos el escritor Luis Ospina y el político Manuel Ospina.

### Matrimonio y descendencia
Su propia prole la engendró Mariano con Rosa Madriñán Vásquez, prima suya por ser hija de Rosa Vásquez, hermana a su vez de tío Eduardo y de su madre Enriqueta Vásquez Jaramillo. Sus hijos fueron Soledad, Rosa, Josefina María, Cecilia, Adela, Carlos, Concepción y Santiago Ospina Madriñán.